# 雪の進軍
「雪の進軍」（ゆきのしんぐん）は、従軍軍楽隊員であった永井建子（ながいけんし）が日清戦争時に作詞・作曲した日本の軍歌。兵士の心情を生々しく綴った歌詞が特徴の歌である。

## 概要

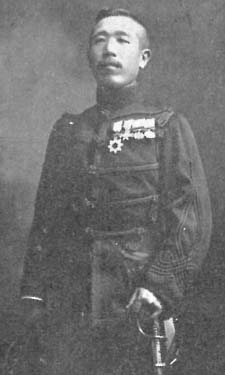
『雪の進軍』の作者、永井建子

日清戦争が勃発すると永井建子は大山巌大将の率いる第二軍司令部附軍楽隊の軍楽次長として出征し、金州・旅順や威海衛を転戦した。その中でも威海衛の戦いに参加した際、その体験をもとに1895年2月中旬ごろに作曲した軍歌が「雪の進軍」である。この時日本軍の兵士は雪中で飢えや寒さで苦しんでいて、永井はこの様子をつぶさに観察して作曲したとされる。
曲は軽快で、ヨナ抜き音階の七七調である。また歌詞は明治の当時の軍歌としては異例の言文一致体が用いられている。のちには言文一致体を用いた軍歌も国民歌も登場しているが、当時は文芸作品にすら言文一致体が容認されなかった頃であった。その歌詞では当時の戦意高揚のための主流作品とは異なり、戦場での兵士の愚痴や不満が赤裸々に綴られている。このように兵士の苦難を扱った曲は「戦友」や「陸奥の吹雪」に先立ち日本では初めて登場したものである。
この曲は1895年8月に初めて『音樂雑誌 52号』に歌詞が掲載され、次いで同年10月に『大東軍歌 花の巻』で初めて軍歌集に掲載された。曲はたちまち現地将兵の間に広まった。当時の第二軍司令官大山巌はこの歌を愛吟し、臨終の時も枕元の蓄音機でこの歌を奏でさせたとのエピソードがある。明治時代後期には日清・日露戦争の影響で勇敢なる水兵などの軍歌と一緒に学校唱歌教材に用いられた。これらの曲はいずれも文部省の検定済で、戦意高揚の役目も果たした。
その後も長らく将兵に愛唱されていたが「勇壮でない」とされ、昭和に入り歌詞が一部改訂（「どうせ生かして還さぬ積り」が「どうせ生きては還らぬ積り」にされた）され、さらに太平洋戦争中には歌唱禁止となったがあくまで建前であるため終戦まで歌唱された。

## 旋律のバージョンについて
2020年現在はヨナ抜き音階で歌われることが多いが、明治時代の原曲はヨすなわちファも旋律に含まれていた。例えば「馬は斃れる」と「儘よ大膽」のところの旋律は、2020年現在は「ソソー ミ ソ ラソ ミ ド」とヨナ抜き音階で歌われることが多いが、明治・大正期は「ソソー ファ ソ ラソ ミ ド」だった。明治から昭和前半までの楽譜を見ても「ファ」(ヒフミ唱法ではヨ、工尺譜では凡、数字譜では4と表記する)が出てくる。例えば、明治34年刊の工尺譜(秋庭縫司 (楓橋散士) 著『月琴胡琴明笛独稽古』明治34年=1901年刊、p.6) の「凡」(ファ)、大正4年刊のハーモニカ用の数字譜(橘実子, 斎藤笹舟 著『音譜ハーモニカ独まなび』(国華堂、大正4年=1915年)p.67)の「四」(ファ)の箇所を、現代の日本人はミに置き換えて歌うことが多い。

## 歌詞
下の歌詞は、明治44年(1911年)に『軍歌傑作集』に掲載されたもの。歌詞の最後は「どうせ生かして還さぬ積もり」とあるが、「どうせ生きては還らぬつもり」とも歌われる。
1. 雪󠄁の進󠄁軍 氷を踏んで
何處が河やら 道󠄁さへ知れず
馬は斃れる 捨󠄁てゝもおけず
此處は何處ぞ 皆敵の國
儘よ大膽 一服󠄁やれば
賴み少なや 莨が二本
2. 燒かぬ乾魚に 半󠄁煮え飯に
なまじ生命の ある其の內は
堪へ切れない 寒󠄁さの焚火
煙󠄁い筈だよ 生木が燻る
澁い顏して 功名談
「すい」と云ふのは 梅󠄀干し一つ
3. 着のみ着のまゝ 氣樂な臥所󠄁
背囊枕に 外套かぶりゃ
背の溫みで雪󠄁融けかゝる
夜具󠄁の黍殼 シッポリ濡れて
結びかねたる 露營の夢を
月は冷たく顏覗きこむ
4. 命捧げて 出てきた身ゆゑ
死ぬる覺悟で 突喊すれど
武運󠄁拙く 討ち死にせねば
義理に絡めた 恤兵眞綿
そろりそろりと 首締めかゝる
どうせ生かして 還󠄁さぬ積もり

## 登場作品
『天皇・皇后と日清戦争』
日清戦争を題材とした戦後の映画で、雪中の野営の場面で劇中歌として使用された。
『八甲田山』
八甲田雪中行軍遭難事件を題材とした戦後の映画で、劇中歌として使用された。
『犬神家の一族』
1977年にTBS系列で放送されたテレビドラマ版で、劇中歌として使用された。
『ガールズ&パンツァー』
2012年のTVアニメで第9話とOVA5話でエルヴィンと秋山優花里のアカペラで歌われている他、ガールズ&パンツァー 劇場版では知波単学園のテーマ曲として使用された。